# Nouveau confucianisme
Ne doit pas être confondu avec Néoconfucianisme.
Le Nouveau confucianisme (chinois : 新儒家 ; pinyin : Xīn Rújiā) est un courant de pensée du confucianisme qui émerge à Taiwan dans la seconde moitié du XXe siècle. Il est porté par des personnes comme Liang Shuming, Xiong Shili, et Feng Youlan qui font figure à postériori de « première génération », l'expression n'apparaissant qu'en 1940 sous la plume de He Lin. Une « seconde génération » est elle centrée sur les figures de Tang Chun-i (en), Xu Fuguan, et Mou Zongsan (en) et se structure à Taiwan après la guerre civile. C'est cette seconde génération qui va développer ce courant de pensée et le populariser. 

## Sources